# Happy? (canción)
«Happy?» es un sencillo de la banda estadounidense de metal alternativo Mudvayne, extraído del álbum Lost and Found. Fue lanzado en marzo de 2005; la canción fue muy bien aceptada en la radio. Fue el tema de la WWE Vengeance 2005 y se desempeñó como comercial para el show de Jim Rome.
La canción fue nombrada por Headbangers Ball Video Billboard de 2005 y Active Monitor como Canción Rock del Año. La canción alcanzó el número 89 del Billboard Hot 100 y llegó a la cima del Mainstream Rock Tracks siendo hasta el momento su único número uno en dicha lista. También ocupó el lugar N.º 1 en Active Rock durante diez semanas consecutivas.

## Video musical
El video fue dirigido por Lex Halaby. En él, muestra a la banda totalmente vestida de negro, tocando en un campo lleno de flores en un día soleado. Después del primer coro, el cielo oscurece y surge un tornado, amenazando con acabar a la banda, pero luego el tornado cesa, y al final del video la banda queda ilesa.

## Lista de canciones
Sencillo en CD
1. «Happy?» - 3:37
2. «Happy?» (radio edit) - 3:37

## Posicionamiento en listas
| Lista (2005)                            | Mejor posición |
| --------------------------------------- | -------------- |
| Estados Unidos (Billboard Hot 100)      | 89             |
| Estados Unidos (Modern Rock Tracks)     | 8              |
| Estados Unidos (Mainstream Rock Tracks) | 1              |
| Estados Unidos (Pop 100)                | 91             |

### Sucesión en listas
| Anterior: «Be Yourself» de Audioslave | Mainstream Rock Tracks — Sencillo Nro 1 28 de mayo de 2005 — 3 de junio de 2005 | Siguiente: «Holiday» de Green Day |